# Chronik einer Liebe
Chronik einer Liebe (Originaltitel: Cronaca di un amore) ist ein italienisches Spielfilmdrama mit Film-noir-Elementen aus dem Jahre 1950, die erste abendfüllende Spielfilminszenierung des bisherigen Dokumentaristen Michelangelo Antonioni. Die Hauptrollen eines abgründigen Liebespaars spielen Massimo Girotti und Lucia Bosè (beide rechts im Bild).
Im Jahr 2008 wurde Chronik einer Liebe auf die offizielle, vom italienischen Kulturministerium gebilligte Liste „100 erhaltenswerte italienische Filme“ aufgenommen. Die 100 ausgewählten Filme entstanden zwischen 1942 und 1978 und haben das kollektive Gedächtnis Italiens maßgeblich geprägt.

## Handlung
Mailand in der frühen Nachkriegszeit. Paola Molon aus Ferrara ist mit Enrico Fontana, einem wohlhabenden Geschäftsmann, verheiratet. Weil Paola sehr attraktiv ist, lässt der misstrauische Gatte sie von dem Privatermittler Carloni überwachen. Er will vor allem Informationen über Paolas Vorleben, ihre Vergangenheit, erhalten. Carloni findet heraus, dass Paola Molon einige Monate vor ihrer Hochzeit in Ferrara eine Beziehung mit einem bestimmten Guido Garroni gehabt hatte, der offiziell mit einer Freundin Paolas verlobt war. Die Beziehung Paolas zu Guido wurde abrupt abgebrochen, als Guidos Verlobte bei einem mysteriösen Unfall ums Leben kam. Paola und Guido waren am Tod des Mädchens mitschuldig, was aber nie öffentlich bekannt wurde. Als Paola herausfindet, dass ihr Mann Enrico in ihrer Vergangenheit herumwühlen lässt, setzt sie sich augenblicklich mit Guido in Kontakt. Beide treffen sich heimlich in Mailand.
Guido und Paola fürchten sich noch immer vor einer Untersuchung der Umstände, die zum tragischen Tod des Mädchens führten. Die Leidenschaft zwischen den beiden, die aufgrund von Paolas Ehe mit Enrico vorübergehend erkaltet war, flammt nun auf einmal umso stärker wieder auf. Paola ist bereit, ihren Gatten zu verlassen und mit Guido einen Neustart zu wagen. Aber Guido hat kein Geld, und Paola ist es gewohnt, in Luxus zu leben, den Enrico ihr seit Jahren ermöglicht. Paola, die Willensstärkere der beiden, stiftet daraufhin den labilen Guido an, Enrico zu ermorden, um anschließend mit dessen Geld zu fliehen. Doch Enrico ist in der Zwischenzeit nicht untätig geblieben. Er hat von dem Verhältnis seiner Gattin zu Guido erfahren. Während sein Mörder in spe ihm bereits auf der Straße auflauert, rast Enrico – ob mit Absicht, bleibt ungeklärt – mit dem Auto in den Tod. Während Paola Guido weiterhin liebt, ist sie ihm plötzlich vollkommen fremd geworden, und desillusioniert verlässt er die Stadt.

## Produktionsnotizen
Chronik einer Liebe, inspiriert von der Film-Noir-Tradition Hollywood der 1940er Jahre, aber auch von Luchino Viscontis Ossessione (1942), wurde erstmals während des Filmfestivals von Biarritz am 18. September 1950 einem Publikum vorgestellt. Italienische Premiere war der 3. November 1950 in Mailand. In Deutschland lief Chronik einer Liebe nicht im Kino an; seine deutsche Premiere fand am 10. Januar 1966 im ZDF statt.
Antonioni hätte die Rolle der Paola damals am liebsten mit Gene Tierney besetzt. Da es sein erster Film war, hatte er noch nicht die Möglichkeit sie unter Vertrag zu nehmen. Beim Lunch stellte Luchino Visconti ihm, die damals 19-jährige Lucia Bosè vor, die 1947 die zweite Miss Italia geworden war und empfahl sie für die Rolle.
Piero Filippone schuf die Filmbauten, die Kostüme stammen von Ferdinando Sarmi. Francesco Maselli assistierte Regisseur Antonioni.

## Auszeichnungen
Der Film erhielt 1951 zwei Preise:
- Nastro d’Argento (Spezialpreis) für Michelangelo Antonioni
- Nastro d’Argento für Giovanni Fusco (beste Filmmusik)

## Kritiken
„Der erste Spielfilm Antonionis zeigt schon deutlich die spezifischen Eigenarten des Künstlers. Formal bezeugt das die Auflösung der Erzählstruktur; die Handlung wird auf verschiedenen Zeit- und Bewußtseinsebenen erzählt. Die Kamera bleibt auf Distanz und kreist die Personen gleichsam ein.“

Im Lexikon des Internationalen Films heißt es: „Erster Spielfilm von Michelangelo Antonioni, in der Handlung kolportagehaft, in der Schauspielerführung wenig eigenständig, jedoch im Bild- und Schnittrhythmus schon abgestimmt auf die düstere Analyse unaufhaltsamen Verfalls menschlicher Kontakte; insgesamt mehr morbide als sensibel differenzierend entwickelt.“

„Mit diesem Film wendet er sich vom Neorealismus ab, innerhalb dessen er als Dokumentarfilmer gearbeitet hatte. (…) Viele der Eigenschaften, die Antonionis späteres Werk auszeichneten, waren hier schon vorhanden: die suggestiven Straßenbilder, einige Sequenzen mit bemerkenswert komplexen Kamerabewegungen, das Motiv des ungelösten Geheimnisses und vor allem die Konfrontation einer schönen, erotischen Frau mit einem verarmten Mann. Einige Kritiker, besonders in Frankreich, nahmen den Film mit begeisterter Zustimmung auf.“